# Маріо Монті
Маріо Монті (італ. Mario Monti; 19 березня 1943, Варезе, Ломбардія, Італія) — італійський державний і політичний діяч, безпартійний. Економіст, довічний сенатор, голова Ради Міністрів Італії від 12 листопада 2011 до 24 квітня 2013 року.

## Освіта й академічна діяльність
Закінчив Університет Луїджі Бокконі, де здобув ступінь у галузі економіки. Потім закінчив аспірантуру в Єльському університеті, де навчався в лауреата Нобелівської премії з економіки Джеймса Тобіна.
З 1970 року по 1985 рік викладав економіку в Туринському університеті. У 1989 році призначений ректором університету Бокконі, а з 1994 року був його президентом.
У 2005 році став першим президентом інституту економічних досліджень «Брейгель». Крім цього, Монті є одним з ключових членів тристоронньої комісії, а також Більдерберзького клубу.
Монті є міжнародним радником таких компаній, як Goldman Sachs і The Coca-Cola Company.

### Політична діяльність
- З 1995 року по 2004 рік був європейським комісаром від Італії. У 2004 році його місце зайняв Франко Фраттіні.
- З 1995 року по 1999 рік обіймав посаду Європейського комісара з питань внутрішньої торгівлі та послуг, а від 1999 до 2004 року — Європейського комісара з питань конкуренції.
- У 2009 році призначений членом комісії з питань майбутнього ЄС.
- 15 вересня 2010 офіційно підтримав ініціативу «групи Спінеллі».
- 9 листопада 2011 призначений довічним сенатором президентом Італії — Джорджо Наполітано.
- 12 листопада 2011 призначений головою Ради міністрів Італії.
- 19 грудня 2012 прем'єр-міністр Італії Маріо Монті подав президентові країни Джорджо Наполітано прохання про відставку, яке було прийняте[6]

## Нагороди
- Кавалер Великого хреста ордена «За заслуги перед Італійською Республікою» (29 листопада 2004 року).
- Командор ордена «За заслуги перед Італійською Республікою» (27 грудня 1992 року).

## Особисте життя
Одружений, має двоє дітей.